# Stíny P'Jem
Stíny P'Jem (v anglickém originále Shadows of P'Jem) je epizoda seriálu Star Trek: Enterprise. Jde o patnáctý díl první řady pátého seriálu ze světa Star Treku.

## Děj
V úvodu jsou Vulkánci rozhořčeni zničením své stanice P'Jem a viní z toho Enterprise. Kdyby tam totiž nepřiletěla, Andoriané by nic neobjevili. Flotila však argumentuje tím, že Vulkánci neměli zamlčovat informace. Vulkánci dočasně pozastavili spolupráci mezi oběma flotilami.
Enterprise míří k soustavě Coridan. Dostali pozvání od jejich kancléřky na návštěvu a kapitán tam chtěl s sebou vzít Tripa. Poté však musel mluvit s admirálem Forestem – ten mu pověděl o katastrofě P´Jem a zároveň mu sdělil, že T'Pol má být vyzvednuta vulkánskou lodí, protože je činěna odpovědnou za zničení stanice P´Jem. V rozhovoru s kapitánem to argumentovala tím, že je to logické, protože na Enterprise hájila vulkánské zájmy a takto zklamala. Nicméně kapitán se s tím nechce smířit a bere ji s sebou místo Tripa na Coridan.
Když přiletěli na planetu, jejich raketoplán byl napaden a oni uvězněni. Jejich únosci jim vysvětlil, že s kancléřkou nemají nic společného, protože je prý na vulkánské straně a za tyto dva požadují od Enterprise výkupné 40 fázových pistolí. Poté přilétá nečekaně brzo vulkánská loď Ni'Var a její kapitán Sopek, kteří se dožadují T'Pol. Když se dozvěděli o únosu, převzali celý případ a rozhodli se ráznou akcí unesené vysvobodit.
Nicméně Trip má Vulkánské arogance dost a s Malcolmem se vydává na planetu. Jsou "přivítáni" Andorianem Shranem, se kterým se už setkali na P'Jem. Vysvětluje jim, že Vulkánci chystají proti Andorianům válku. Oni stojí na straně utlačovaných proti zkorumpované vulkánské vládě. Únosci nehodlají po zaplacení výkupného zajatce vrátit, ale zabít. Shranovi vadí, že má za P'Jem vůči lidem dluh, takže je hodlá vysvobodit a tím dluh splatit.
Celu dobu zajetí snášel kapitán s T'Pol dobře. Byli sice svázaní, ale málem se jim podařilo utéct. Někdo jim donesl jídlo a kapitán v něm našel schovanou vysílačku. Díky ní je kontaktovali Trip s Malcolmem, kteří budou Andorianům pomáhat. Andorianský člověk je má přijít rozvázat. Zneškodnit stráže se podařilo osvobozovatelům bez větších obtíží, ale pak se do toho připletli Vulkánci, Andoriané však osvobodili kapitána s T'Pol a setkali se s Vulkánci. Jeden nepřátelský bojovník však mezitím ještě z posledních sil vystřelil na Sopeka. T'Pol chránila Sopeka vlastním tělem. Kapitán ji přes vulkánské protesty odvezl bezodkladně uzdravit na Enterprise.
Před Sopekem sehrál Archer s Phloxem divadélko, jak je T'Pol strašně zraněná. Kapitán Sopekovi připomněl, že mu zachránila život a vůbec ji chválil. Podařilo se mu ho obměkčit, takže s vrchním velením probere její přeložení. Když Vulkánci odešli, kapitán jí vysvětlil, co právě udělal. T'Pol to nechtěla měnit.